# کیم مین-جائه (وزنه‌بردار)
کیم مین-جائه (انگلیسی: Kim Min-jae؛ زادهٔ ۱۳ اکتبر ۱۹۸۳) وزنه‌بردار اهل کره جنوبی است.
وی در مسابقات کشوری و بین‌المللی در مجموع برندهٔ ۲ مدال نقره شده‌است.